# Ismene
Genre
Ismene, le "lis araignée" ou "jonquille du pérou", est un genre de plantes sud-américaines de la famille des Amaryllidaceae (genre type Amaryllis). Les espèces sont originaires du Pérou et de l'Équateur et largement cultivées ailleurs comme plantes ornementales en raison de leurs grandes fleurs voyantes ,.
Ismene produit des bulbes vivaces tendres ressemblant fortement à ceux d' Hymenocallis, genre dans lequel Ismene avait souvent été regroupé dans le passé. Cependant, sa morphologie diffère d' Hymenocallis de plusieurs manières significatives : ses parties végétatives, son aire de répartition naturelle et son nombre de chromosomes sont tous distincts.

## Espèces
Une liste des espèces d'Ismene et leur répartition géographique est donnée ci-dessous .
- Ismene amancaes (Ruiz & Pav.) Herbe – ouest du Pérou
- Ismene hawkesii (Vargas) Gereau & Meerow – Cusco, Pérou
- Ismene longipetala (Lindl. ) Meerow – sud-ouest de  l'Équateur, nord-ouest du Pérou
- Ismene morrisonii (Vargas) Gereau & Meerow – Apurímac, Pérou
- Ismene narcissiflora (Jacq.) M.Roem. – centre-sud du Pérou
- Ismene nutans (Ker Gawl.) Herbe. – Pérou
- Ismene pedunculata Herbe. – Pérou
- Ismene ringens (Ruiz & Pav. ) Gereau & Meerow – Pérou
- Ismene sublimis (Herb.) Gereau & Meerow – La Libertad, Pérou
- Ismene vargasii (Velarde) Gereau & Meerow – Pérou

### Hybrides
- Ismene × deflexa Herb. ( I. longipetala × I. narcissiflora) – Pérou